# 华南湍蛙
华南湍蛙（学名：Amolops ricketti）为蛙科湍蛙属的两栖动物。

## 特征
湍蛙体长约5厘米；身体扁平，橄榄绿色背面，散布着大型暗黑色斑点；皮肤粗糙，背部密布着细小颗粒；趾末端均具有吸盘，趾间蹼发达，鼓膜不明显，具有锄齿骨，雄蛙没有声囊。

## 分布
原以为是中国的特有物种，但是已经在越南北部多个国家公园发现。在中国南部，分布于浙江、福建、江西、湖北、湖南、广东、广西、四川、云南、贵州等地，一般生活于山溪急流中及瀑布下的水中。其生存的海拔范围为400至1500米。该物种的模式产地在福建挂敦。